# A Chance for Metal
A Chance for Metal (ACFM) ist eine Agentur für Musikproduktionen mit Sitz in Andernach. Sie wurde im Jahr 2006 von Jan Müller gegründet.

## Allgemein
Die Agentur führt das Motto Festival, Booking, Pommesgabeling. Festival bezieht sich auf die beiden Musikfestivals A Chance for Metal Festival (ACFMF) und Ironhammer Festival (IHF), die jährlich von ACFM ausgerichtet wurden. Booking steht für das Organisieren und Durchführen von Tourneen und Konzerten, schwerpunktmäßig für die im Jahresschnitt 15 bis 20 Livekonzerte, die von ACFM bis 2022 vor allem im JUZ-Liveclub Andernach veranstaltet wurden. Der Fantasiename Pommesgabeling steht für verschiedene Inhalte wie das eigene Musiklabel (ACFM-Records), das Beraten von jungen Bands und die Förderung der Metal-Szene, insbesondere des Metal-Underground im Allgemeinen.

## Geschichte
Das Festival wurde 2006 zuerst als einmaliges Event veranstaltet und fand in Rüsselsheim statt. Zu dem Namen kam es, da es im ganzen Kreis Groß-Gerau keine großen Auftrittsmöglichkeiten für Bands aus den Genres Metal und Hard Rock gab. In Folge des Debüts gab es in jedem Jahr eine Neuauflage der Veranstaltung in Südhessen, bis man im Jahr 2013 nach Andernach umsiedelte und im gleichen Jahr einmalig zwei Festivals durchführte. Von 2013 bis 2022 fand das ACFM kontinuierlich am ersten Maiwochenende statt.
Das Ironhammer-Festival fand von 2017 bis einschließlich 2021 als Eintagesfestival am zweiten Septembersamstag statt. Während das ACFM eher deutschen Undergroundbands ein Forum bot, spielten beim IHF auch größere internationale Acts wie Anvil oder Satan. Die Club-Konzerte fanden schwerpunktmäßig im Frühjahr und Herbst/Winter statt. Auf der Bühne standen international bekannte und regionale Bands.
Das agentureigene A Chance for Metal-Musiklabel wurde im Jahr 2017 initiiert und brachte zunächst Wiederveröffentlichungen von einheimischen Bands heraus. Von 2006 bis 2022 organisierte die Agentur Tourneen für nationale und internationale Musikgruppen sowie Einzelkonzerte in europäischen Clubs und Festivals.
Im Sommer 2022 stieg ACFM aus Konzert- und Festivalveranstaltungen aus. Das angekündigte A Chance For Metal Festival 2023 sowie das schon im Vorverkauf befindliche Ironhammer Festival 2022 wurden abgesagt.
2023 reformierte sich ACFM unter dem Namen „ACFM e. V.“ als gemeinnütziger Verein, der sich die „Förderung von Kunst und Kultur, insbesondere die Pflege, Förderung und Erhaltung der Heavy-Metal-Musik und der Heavy-Metal-Musikkultur“ zum Ziel gesetzt hat. Im gleichen Jahr wurde ein neues eigenes A Chance For Metal Festival angekündigt, welches zum gewohnten Termin – am ersten Mai-Wochenende – 2024 wieder stattfinden soll. Als neue Location des Festivals wurde die Kulturhalle Ochtendung bekannt.